# Igor Bukovský
Igor Bukovský (ur. 1966 w Martinie) – słowacki lekarz, popularyzator zdrowego odżywiania.
Ukończył studia medyczne na Wydziale Lekarskim Jesseniusa w Martinie oraz na Uniwersytecie Komeńskiego (UK). Do 2004 r. piastował stanowisko adiunkta na Wydziale Fizjologii UK. Doktoryzował się w 1999 r. na podstawie pracy Vplyv oxidácie a antioxidantov na funkčný stav arteriálneho endotelu u človeka. W maju 1998 r. ukończył krótki pobyt studyjny na Maastricht University (Holandia). Od 1991 r. publikuje w mediach słowackich i czeskich. W latach 1993–1994 był jednym z protagonistów programu o odchudzaniu „Tak už dosť”, nadawanego przez Telewizję Słowacką. W latach 1990–2001 współpracował z Radiem Słowackim, gdzie prowadził szereg cykli radiowych poświęconych zdrowiu i żywieniu. W 2004 r. otworzył Centrum Żywienia Klinicznego w Bratysławie. Wydał szereg książek, przede wszystkim na temat odżywiania wegetariańskiego.

## Książki
- Vegetariánske dieťa (1992)
- Miniencyklopédia prírodnej liečby (1992, 1995, 1998 wyd. popr., 2002)
- Hľadá sa zdravý človek (1998)
- Recepty na fajn časy (2001, 2002)
- Návod na prežitie pre muža (2006)
- Hneď to bude :-) (2007)
- Teraz to zíde – pravdy a klamstvá o chudnutí (2009)
- Nová miniencyklopédia prírodnej liečby (2009)